# Agonal andning
Agonal andning (agonal: till döden hörande. Kommer av grekiskan agon, agonia betydande kamp, vånda, dödskamp.) Kallas också dödsandning och är en onormal andning. Den kan inträffa vid ett hjärtstillestånd, pågå flera minuter efter att hjärtat slutat slå, och missuppfattas ibland som ett livstecken. Den är dock ingen effektiv andning och kan inte på något vis hjälpa till att syresätta kroppen. Den beskrivs som långsam och ytlig, ofta suckande eller stönande, eller på annat sätt konstig. På personens läppar kan det se ut som personen andas eller gapar likt en fisk som ligger på land . Vid påträffad agonal andning skall man omedelbart påbörja behandling i form av  HLR och har man även en hjärtstartare tillgänglig skall denna också användas . 